# 北部方面军 (苏俄)
北部方面军（俄语：Северный фронт）是俄国内战期间蘇俄红军的一个方面军，成立于1918年9月15日，該部隊主要在苏维埃政权所控制地区的西北部、北部以及东北部对抗北俄干涉军和白军，而且主要在普斯科夫和基洛夫之间的区域活动。北部方面军的司令部位於雅罗斯拉夫尔。1919年2月19日，北部方面军被西部方面军所取代。